# Parasteatoda asiatica
Parasteatoda asiatica là một loài nhện trong họ Theridiidae.
Loài này thuộc chi Parasteatoda. Parasteatoda asiatica được Friedrich Wilhelm Bösenberg & Embrik Strand miêu tả năm 1906.